# Sarabande (Roger-Ducasse)
 (avril 2024).
Si vous disposez d'ouvrages ou d'articles de référence ou si vous connaissez des sites web de qualité traitant du thème abordé ici, merci de compléter l'article en donnant les références utiles à sa vérifiabilité et en les liant à la section « Notes et références ».
Pour les articles homonymes, voir Sarabande (homonymie).
La Sarabande est une œuvre pour chœur et orchestre du compositeur français Jean Roger-Ducasse écrite en 1910. Elle est dédiée à Paul Cruppi, élève et ami du compositeur.

## Contexte
Roger-Ducasse commence à composer la Sarabande le 24 août 1910, bien qu'il y pensais depuis la mort de Paul Cruppi mort le 13 mars 1909.

## Présentation
Dans La Musique chez soi, Laurent Ceillier définit la Sarabande comme : « Un sentiment très doux, très intime, se dégage des pénétrantes harmonies, et sur un thème d'allure archaïque exposé par l'orchestre au début même de l'œuvre se déroulent lentement, doux, tristes, mélancoliques, les carillonnements boiteux des cloches, édifiés avec les rythmes contrariés des harpes et des flûtes, et où dominent les complaintes des voix de femmes
. »